# Seznam sklepních uliček ve Velkých Bílovicích
V katastru města Velké Bílovice se nachází kolem 650 vinných sklepů ležících ve 40 sklepních uličkách, které jsou rozděleny do 3 sklepních tratí (Belegrady, Pod Předníma a Púrynky). Jednotlivé sklepní tratě jsou navzájem propojené a dohromady tvoří samostatné sklepní "městečko", nacházející se severovýchodně od samotných Velkých Bílovic.
| Foto | Sklepní ulička     | Poloha                           |
| ---- | ------------------ | -------------------------------- |
|      | Hlavní             | 48°51′28″ s. š., 16°54′27″ v. d. |
|      | Ke Špičáku         | 48°51′27″ s. š., 16°54′28″ v. d. |
|      | Sadová             | 48°51′21″ s. š., 16°54′30″ v. d. |
|      | Belegradská        | 48°51′28″ s. š., 16°54′23″ v. d. |
|      | Cabernetová        | 48°51′26″ s. š., 16°54′23″ v. d. |
|      | Frankovková        | 48°51′27″ s. š., 16°54′24″ v. d. |
|      | Müllerová          | 48°51′27″ s. š., 16°54′24″ v. d. |
|      | Muškátová          | 48°51′28″ s. š., 16°54′25″ v. d. |
|      | Neuburgová         | 48°51′29″ s. š., 16°54′26″ v. d. |
|      | Portugalová        | 48°51′29″ s. š., 16°54′26″ v. d. |
|      | Rulandová          | 48°51′30″ s. š., 16°54′27″ v. d. |
|      | Ryzlinková         | 48°51′31″ s. š., 16°54′27″ v. d. |
|      | Svatovavřinecká    | 48°51′32″ s. š., 16°54′28″ v. d. |
|      | Tramínová          | 48°51′32″ s. š., 16°54′28″ v. d. |
|      | Veltlínová         | 48°51′33″ s. š., 16°54′29″ v. d. |
|      | Ke Kapličce        | 48°51′34″ s. š., 16°54′29″ v. d. |
|      | Prezidentská       | 48°51′33″ s. š., 16°54′24″ v. d. |
|      | Habánská           | 48°51′33″ s. š., 16°54′23″ v. d. |
|      | Desátková          | 48°51′32″ s. š., 16°54′23″ v. d. |
|      | Staré Belegrady    | 48°51′31″ s. š., 16°54′21″ v. d. |
|      | Žerotínova         | 48°51′29″ s. š., 16°54′22″ v. d. |
|      | Hotařská           | 48°51′28″ s. š., 16°54′20″ v. d. |
|      | V Údolíčku         | 48°51′29″ s. š., 16°54′19″ v. d. |
|      | Úvoz               | 48°51′28″ s. š., 16°54′18″ v. d. |
|      | U Křástelky        | 48°51′28″ s. š., 16°54′14″ v. d. |
|      | Na Výsluní         | 48°51′32″ s. š., 16°54′17″ v. d. |
|      | náměstí sv. Urbana | 48°51′29″ s. š., 16°54′24″ v. d. |

| Foto | Sklepní ulička    | Poloha                           |
| ---- | ----------------- | -------------------------------- |
|      | U Machovej studně | 48°51′26″ s. š., 16°54′5″ v. d.  |
|      | Simering          | 48°51′28″ s. š., 16°54′6″ v. d.  |
|      | Vinařská          | 48°51′30″ s. š., 16°53′58″ v. d. |
|      | Pod Předníma      | 48°51′31″ s. š., 16°53′56″ v. d. |
|      | U Krejčovej cesty | 48°51′35″ s. š., 16°53′54″ v. d. |
|      | Horenského práva  | 48°51′40″ s. š., 16°53′50″ v. d. |
|      | Pod Panskýma      | 48°51′41″ s. š., 16°53′42″ v. d. |
|      | náměstí sv. Jana  | 48°51′29″ s. š., 16°53′57″ v. d. |

| Foto | Sklepní ulička      | Poloha                           |
| ---- | ------------------- | -------------------------------- |
|      | Púrynská            | 48°51′47″ s. š., 16°53′33″ v. d. |
|      | Na Vyhlídce         | 48°51′50″ s. š., 16°53′39″ v. d. |
|      | Ťuhýkov             | 48°51′55″ s. š., 16°53′32″ v. d. |
|      | Pod Krátkýma        | 48°51′46″ s. š., 16°53′25″ v. d. |
|      | náměstí sv. Martina | 48°51′50″ s. š., 16°53′37″ v. d. |